# برايس لوف
برايس لوف (بالإنجليزية: Bryce Love)‏ هو منافس ألعاب قوى أمريكي، ولد في 8 يوليو 1997 في رالي في الولايات المتحدة.

## وصلات خارجية
- برايس لوف على موقع الاتحاد الدولي لألعاب القوى (الإنجليزية)